# Роберт Грабс
Роберт Хауард Грабс (енгл. Robert Howard Grubbs; Округ Маршал, 27. фебруар 1942 — Дварти, 19. децембар 2021) био је амерички хемичар. Добитник је Нобелове награде за хемију 2005. године за развој методе метатезе у органској синтези.